# Echo (oreade)
 For alternative betydninger, se Echo. (Se også artikler, som begynder med Echo)
Echo (oldgræsk: Ἠχώ, fra ἠχώ, ēchō, i sig selv fra ἦχος, ēchos, "lyd"  også stavet Ekho) var ifølge græsk mytologi en oreade (en bjergnymfe), der elskede sin egen stemme. Det er mange og til dels forskellige myter og fortællinger om Echo, men alle er tragisk, romantiske og giver ophavet til lydfænomenet "ekko" i bjerge og dale.

## Klassisk beskrivelse
I Metamorphoses beskriver digteren Ovid gudinden Juno (Hera i græsk mytologi) og den jalousi, som hun følte overfor sin mand Jupiter (Zeus i græsk mytologi) som følge af Jupiters mange affærer med bl.a. nymferne. Selvom hun holdt et vågent øje med sin mands udfoldelser, lykkedes det Echo at distrahere Juno med lange og underholdende fortællinger, mens Zeus havde sine affærer. Da Juno fandt ud af sagens sammenhæng, forbandede hun Echo. Herefter kunne den indtil da altid veltalende nymfe alene gentage de sidste talte ord fra en anden person.
Et stykke tid efter forbandelsen så Echo en ung mand, Narcissus, der var ude og jage hjorte med sine venner. Hun blev straks forelsket i ham og fulgte i hemmelighed efter ham fuld af betagelse. Jo mere hun så på den unge mand, jo mere længtes hun efter ham. Hun ønskede af hele sit hjerte at kunne kalde på ham, men Junos forbandelse forhindrede hende.
Under jagten blev Narcissus adskilt fra de øvrige i jagtselskabet, og han kaldte "Hvem der?" og hørte nymfen gentage sine ord. Forvirret så Narcissus sig omkring, men så ingen og spurte: "Hvorfor løber du fra mig?" Echo gentog ordene, og til sidst sagde han: "Lad os mødes". Begejstret gentog Echo "Lad os mødes", og løb mod Narcissus for at kaste sig i armene på ham, men Narcissus afviste hende og udbrød "Måtte jeg dø før hvad der er mit er dit!", hvorefter Echo gentog "Hvad der er mit er dit!". På trods af Narcissus' afvisning, voksede Echos kærlighed for ham. Da Narcissus døde efter at have stirret på sit eget spejlbillede i kærlighed til sig selv, sørgede Echo over Narcissus' død. På samme må som Narcissus visnede væk, visnede også Echo; hendes skønhed falmede og hendes knogler blev til sten, og det sidste, der blev tilbage af hende, var hendes stemme.

## Andre varianter

### Daphnis og Chloe
Daphnis og Chloe er en romantisk fortælling fra det 2. århundrede af den græske forfatter Longus. Et sted i fortællingen skuer Daphnis og Chloe ud over skibene, der sejler over havet. Chloe, der aldrig har hørt et ekko før, er forundret over fiskernes sang, der gentages i en nærliggende dal. Daphnis lover herefter at fortælle historien om Echo mod at få 10 kys.
Daphnis’ genfortælling afviger flere steder fra Ovids historie. Ifølge Daphnis voksede Echo op blandt nymferne, fordi hendes moder var en nymfe. Faderen var derimod en almindelig mand, og derfor var Echo dødelig. Echos dage gik med at danse med nymferne og at synge med muserne, der lærte hende at spille musikinstrumenter. Echo var både smuk og musikalsk, men afslog elskov fra alle mænd og guder. Pan, en vellystig guddom, blev forelsket, men hun løb fra ham. Pan blev rasende, hvorefter han forheksede hyrder på marken til at dræbe Echo. Echo blev revet i småstykker af de forheksede hyrder, der herefter spredte hendes sønderrevne legeme over hele Jorden. Jordens gudinde, Gaia, gemte i sig selv stykkerne af Echo, hvis stemme for al tid gentog andres sidste ord. I en del varianter fik Pan og Echo to børn, Iambe  og Iynx. Andre historier angiver nymfen Peitho som moder til de to børn.

### Andre
Echo er nævnt i flere andre beskrivelser, herunder i de Homeriske hymner, og forholdet til Pan nævnes i flere tekster.
Nonnus’ Dionysiaca indeholder ligeledes flere referencer til Echo og anfører blandt andet, at også havguden Poseidon ønskede elskov med Echo. I værket Suda er anført, at Echo fødte Pan et barn, Lynx, og andre værker, at hun også fødte en datter, Iambe.